# Simipercis trispinosa
Simipercis trispinosa is een straalvinnige vissensoort uit de familie van krokodilvissen (Pinguipedidae). De wetenschappelijke naam van de soort is voor het eerst geldig gepubliceerd in 2006 door Johnson & Randall.